# Neoleucochloridium problematicum
Neoleucochloridium problematicum är en plattmaskart. Neoleucochloridium problematicum ingår i släktet Neoleucochloridium och familjen Leucochloridiidae. Inga underarter finns listade i Catalogue of Life.